# WWF
Pour les articles homonymes, voir WWF (homonymie).
Le WWF (anglais : World Wide Fund for Nature, auparavant World Wildlife Fund jusqu’en 1986) ou Fonds mondial pour la nature est une organisation non gouvernementale internationale (ONGI) créée en 1961, vouée à la protection de l'environnement et au développement durable.
Elle est l'une des plus importantes ONG environnementalistes de la planète, grâce à plus de cinq millions de soutiens à travers le monde. Elle travaille dans plus de cent pays bénéficiant de 12 000 programmes de protection de la nature depuis sa création.
Le WWF est aussi l'objet de rapports d'investigation de journalistes et de documentaires TV l'accusant de multiples abus, allant des liens d'intérêt opaques avec des multinationales au recours à des groupes paramilitaires suspectés de violences sur les peuples autochtones dans le cadre de l'exercice de la mission de l'organisation.

## Historique

### Création
Le 29 avril 1961, un groupe d'hommes d’affaires et de biologistes principalement britanniques, dont Julian Huxley, Peter Markham Scott, Guy Mountfort et Edward Max Nicholson, crée le WWF,.
L'idée d'une organisation pour collecter des fonds d'aide pour les animaux en voie de disparition est initialement proposée par l'homme d'affaires Victor Stolan à Julian Huxley à la suite de la lecture de trois de ses articles publiés dans le journal britannique The Observer sur la chasse et la dégradation de l'environnement en Afrique de l'Est qui menacent la grande faune. Julian Huxley met alors en contact Victor Stolan avec l'ornithologue Max Nicholson, directeur général du Nature Conservancy qui décide au printemps 1961 de rassembler un groupe de scientifiques et d’experts en relations publiques pour créer ce type d'organisation. Parmi ces experts, il fait appel à Peter Markham Scott qui dessinera le logo emblématique du WWF, et au docteur en biologie, Luc Hoffmann, héritier des laboratoires Hoffmann-La Roche qui sera vice-président de WWF International jusqu’en 1988. Président du conseil d'administration du WWF France créé en 1973, Hoffmann est aussi le créateur de la réserve naturelle régionale de la Tour du Valat en Camargue.
Le WWF est conçu pour agir comme une organisation internationale de collecte de fonds pour soutenir le travail des groupes de conservation de la nature existants, comme l'UICN (l'Union internationale pour la conservation de la nature). Sa création est marquée par la signature du Manifeste de Morges, le document fondateur qui énonce notamment l'engagement du fonds à aider les organisations qui luttent pour sauver la faune mondiale : « Ils ont besoin avant tout d'argent, pour mener à bien des missions de miséricorde et répondre aux urgences de conservation en achetant des terres où les trésors fauniques sont menacés, et de bien d'autres manières. De l'argent, par exemple, pour payer les gardiens des refuges fauniques (…). De l'argent pour l'éducation et la propagande parmi ceux qui s'en soucieraient et aideraient si seulement ils comprenaient. De l'argent pour envoyer des experts sur les points dangereux et pour former davantage de gardiens et d'assistants locaux en Afrique et ailleurs. De l'argent pour maintenir une sorte de « salle de guerre » au siège international de la conservation, indiquant où se trouvent les points dangereux et permettant de s'assurer que leurs besoins sont satisfaits avant qu'il ne soit trop tard ».

### Les années 1970
À partir des années 1970, le WWF ne se concentre plus seulement sur les projets de conservation liés aux espèces, mais aussi sur la protection des habitats. Par exemple, en 1975, il participe à la création du parc national de Corcovado au Costa Rica, qui contient une dizaine de grands types d'habitats au cœur d'une forêt tropicale désormais protégée. En 1976, le WWF lance une ambitieuse campagne marine, intitulée The Seas Must Live, c'est-à-dire « La mer doit vivre ». La protection des aires marines existe déjà mais le but est d'agir plus efficacement sur la conservation marine sur l'ensemble de la planète, de créer des sanctuaires pour les dauphins, les phoques, les tortues et les baleines et de protéger les sites de nidification des tortues marines.
En outre, en 1974, il commence à décerner le Prix Getty, créé par l’homme d’affaires milliardaire américain J. Paul Getty. D'un montant annuel de 50 000 dollars, il récompense les contributions exceptionnelles à la conservation de la vie sauvage. Il passe à 100 000 dollars en 1999, puis à 200 000 dollars dans les années 2000, et se concentre sur l'éducation des futurs défenseurs de la nature. Les lauréats du Prix Getty incluent des scientifiques de renommée mondiale comme le docteur Jane Goodall, Peter Markham Scott ou encore Pan Wenshi.
Le WWF se concentre également davantage sur le suivi et le renforcement des contrôles du commerce des animaux et des plantes (y compris l'ivoire et la corne de rhinocéros). En 1976, un an après l'adoption de la Convention sur le commerce international des espèces de faune et de flore sauvages menacées d'extinction (CITES), il crée en effet TRAFFIC en partenariat avec l'UICN. TRAFFIC (en anglais : Trade Records Analysis of Flora and Fauna in Commerce) est un réseau de surveillance du commerce des espèces sauvages qui veille à ce que le commerce des plantes et des animaux sauvages ne constitue pas une menace pour la conservation de la nature. À la fin de la décennie, le WWF collecte plus d'un million de dollars dans le cadre d'une campagne visant à sauver le rhinocéros des braconniers.

### Les années 1980
Dans les années 1980, les actions du WWF dépassent la protection des espèces et des habitats. Ainsi, en 1980, avec le PNUE, elle assiste l'UICN dans le cadre de l'élaboration de la Stratégie mondiale de la conservation, qui pose les bases du concept du développement durable. En effet, il y est affirmé que l'humanité fait partie de la nature et qu'elle n'a pas d'avenir si la nature et les ressources naturelles ne sont pas conservées.
S'appuyant sur la Stratégie mondiale de la conservation, le WWF lance en 1985 le programme Wildlands & Human Needs, qui démontre que les conditions économiques des populations rurales qui partagent leurs terres avec des animaux sauvages peuvent s'améliorer sans dégrader les habitats naturels. L'avenir de la diversité biologique de la Terre est extrêmement lié à l'amélioration de la qualité et de la sécurité de vie des populations rurales : pour que les gens ne soient pas obligés d'épuiser leurs ressources pour survivre ; pour créer les conditions nécessaires pour que les populations commencent à se stabiliser ; et pour qu'il soit logique et prudent pour elles d'investir dans des stratégies d'exploitation durable à plus long terme. C’est dans cet objectif qu’est créé en 1986 le parc national de Korup, au Cameroun, l'un des premiers à inclure la population locale dans le processus de planification afin d’aider la nature et les communautés à prospérer.
Dans un éditorial du New York Times de 1984, le vice-président du WWF, le Dr Thomas Lovejoy, expose le concept consistant à utiliser la réduction de la dette du tiers monde pour protéger l'environnement : the debt-for-nature. Grâce à ces échanges de « dettes contre nature », le WWF convertira des parties de dettes nationales en Fonds pour la conservation. Ce mécanisme évite que les pays en développement ne soient obligés de réduire leurs budgets de conservation pour rembourser leurs dettes. « (Ces échanges) seraient bien plus qu'une aumône désintéressée aux mendiants : si l'on n'y touche pas, les problèmes environnementaux du tiers monde vont inévitablement toucher nos vies en générant des troubles sociaux et politiques » écrit le Dr Thomas Lovejoy dans son éditorial. À la fin des années 1980, le concept est lancé au Costa Rica, en Équateur et aux Philippines.
Le WWF entreprend de travailler en partenariat avec les institutions religieuses, tout en conservant sa culture laïque. En 1986, en marge des Rencontres d'Assise, le WWF invite ainsi les représentants de cinq grandes religions pour un colloque interreligieux sur le thème de l'environnement afin de permettre aux religions de s'intégrer davantage dans le mouvement écologique et d'éveiller les consciences des fidèles des grandes religions et spiritualités.
La campagne du WWF menée à la fin de la décennie pour sauver l'éléphant d'Afrique joue un rôle important dans la décision de la CITES (Convention sur le commerce international des espèces de faune et de flore sauvages menacées d'extinction) d'interdire, en 1989, le commerce de l'ivoire.

### Les années 1990
Les années 1990 illustrent l'implication croissante du WWF sur les problématiques liées à l'impact de l'homme sur le réchauffement climatique et la destruction de la biodiversité. La décennie marque ainsi l'adoption, en 1997, du protocole de Kyoto par les ministres des pays industrialisés, réclamée depuis de nombreuses années par le WWF et d'autres organisations comme Greenpeace. Le protocole de Kyoto fixe des objectifs juridiquement contraignants de réduction des gaz à effet de serre, afin de protéger le climat. Le WWF publie également en 1998 le premier rapport Planète Vivante, dont la publication biannuelle se poursuit encore aujourd'hui en partenariat avec la Société zoologique de Londres. Il fournit une analyse de pointe sur la santé de la biodiversité et la pression de l'humanité sur la nature, à travers notamment un indicateur principal, l’Indice planète vivante (IPV). En 1999, le WWF crée Climate Savers, en partenariat avec des entreprises de premier plan, dans le but de les aider à réduire leurs émissions de gaz à effet de serre.
Le WWF continue également son action sur la conservation. En 1992, il commence ainsi à créer des « fonds fiduciaires pour la conservation » pour un certain nombre de zones de conservation hautement prioritaires. Ces fiducies agissent comme des fondations, fournissant un financement stable et à long terme qui peut couvrir les coûts environnementaux récurrents d'un pays. En 1998, la Namibie établit le programme de conservation des zones communales, désignant quatre réserves naturelles gérées par la communauté couvrant 1,7 million d'hectares d'habitat faunique essentiel. Ces nouvelles réserves sont la première étape de la création d'un réseau plus large de réserves dans le cadre d'une initiative de conservation lancée par le WWF, par le biais d'un accord avec l'Agence américaine pour le développement international (USAID), appelée LIFE (en anglais : Living in a Finite Environment).
Dans les années 1990, WWF joue également un rôle clé dans le lancement du Forest Stewardship Council (FSC), un système de certification pionnier pour les produits forestiers durables afin de favoriser une gestion responsable des forêts du monde. Le lancement par le WWF et Unilever du programme Marine Stewardship Council (MSC) afin d'assurer la durabilité à long terme des stocks mondiaux de poissons et l'intégrité des écosystèmes marins suit trois ans plus tard, en 1997.
En 1991, en réponse à la diminution de la population de gorilles de montagne en Afrique, le Programme international de conservation des gorilles (PICG), une initiative conjointe de l'African Wildlife Foundation (AWF), de Fauna and Flora International (FFI) et du WWF, est créé. Depuis, le programme a étendu ses activités et le nombre de gorilles a considérablement augmenté,.

### Les années 2000
Dans les années 2000, le WWF renforce ses missions commencées lors des précédentes décennies et met en place de nouvelles actions. Le conseil d'administration du WWF annonce notamment en 2005 avoir adopté un objectif sur 10 ans : conserver de manière mesurable 15 à 20 des écorégions les plus importantes du monde et, ce faisant, transformer les marchés, les politiques et les institutions afin de réduire les menaces pesant sur ces lieux et la diversité de la vie sur Terre.
Le WWF continue de travailler avec les institutions religieuses. Le processus engagé à travers différentes rencontres culmine en 2000 à Katmandou avec la déclaration d'engagements en faveur de la protection de l'environnement des représentants bahaïstes, bouddhistes, chrétiens, hindous, jaïns, juifs, musulmans, shintos, sikhs, taoïstes et zoroastriens.
En 2001, le WWF a exhorté les professionnels du tourisme réunis à Londres à développer dans les pays de la Méditerranée un tourisme qui respecte et protège l'environnement et ainsi dénomme "responsable". "Tous les ans 11 millions de Britanniques prennent leurs vacances là-bas", avait à cette occasion souligné Justin Woolford, responsable de la branche tourisme au sein du WWF. Ce dernier avait alors souligné qu'en 20 ans, un groupe de pays comme le Maroc, la Tunisie, la Grèce, la Turquie et la Croatie subiront une montée massive et continue du tourisme étranger, totalisant environ 350 millions de visiteurs par an, et appelé l'industrie du tourisme à adopter et encourager des pratiques plus responsables. D'après lui, elle était capable renverser la vapeur en défendant des programmes de développement écologiques et en sensibilisant leur clientèle au respect de l'environnement.
En 2002, le WWF travaille avec le gouvernement brésilien afin de mettre en place le programme des aires protégées de la région amazonienne (ARPA), soutenant à terme plus de 60 millions d'hectares de zones protégées.
En 2005, en partenariat avec des chefs d'entreprise, des scientifiques et des pêcheurs, le WWF lance le concours international Smart Gear, encourageant la conception d'engins de pêche innovants pour réduire les décès accidentels de mammifères marins, d'oiseaux et de tortues marines, et augmenter la sélectivité des espèces de poissons cibles.
En 2007 a lieu la première édition de Earth Hour à Sydney, en Australie, qui est depuis devenue l'un des principaux mouvements environnementaux sur la planète. Chaque dernier samedi de mars, tous les habitants aux quatre coins du globe sont invités à éteindre leurs lumières pendant une heure. Des millions de personnes, présentes dans 192 pays et territoires, y participent en 2021, appelant à l'action contre le dérèglement climatique.
En 2007 encore, le WWF lance la Climate Savers Computing Initiative avec Google, IBM, Dell, Intel et d'autres entreprises du secteur informatique, établissant de nouvelles normes d'efficacité pour les ordinateurs dans le but de réduire les émissions de gaz à effet de serre de 54 millions de tonnes par an. Le WWF continue également ses partenariats avec des grandes entreprises comme avec The Coca-Cola Company : en 2007 un partenariat pluriannuel de 20 millions de dollars est acté et est axé sur la conservation de sept des plus importants bassins fluviaux d'eau douce du monde, sur une gestion plus efficace de l'eau dans le cadre des activités de l'entreprise et de sa chaîne d'approvisionnement mondiale, et sur la réduction de l'empreinte carbone de la société.
En 2008, un système mondial de certification pour l'huile de palme durable lancé par la Table ronde sur l'huile de palme durable, est établi, afin de lutter contre la déforestation pour la conversion en plantations de palmiers à huile. Cette certification récompense les diverses actions réalisées par le WWF pour préserver les forêts tropicales, comme l'étude Heart of Borneo. Le WWF lutte en effet contre la plantation de palmiers à huile menaçant de détruire les dernières forêts intactes de l'île de Bornéo.

### Les années 2010
Dans les années 2010, le WWF concentre à nouveau ses actions sur la préservation des espèces. Il lance notamment en 2010 la campagne TX2, la première campagne mondiale du WWF spécifique à une espèce depuis plus de 20 ans. Son but de doubler d'ici 2022 le nombre de tigres, menacés d'extinction sur l'ensemble de la planète. En 2017, quatre ans après la Thaïlande, la Chine interdit son commerce intérieur d'ivoire, le plus grand marché du monde. Cette interdiction récompense les actions historiques du WWF pour mettre fin à la crise du braconnage des éléphants en Afrique : campagnes de sensibilisation des consommateurs et mesures anti-braconnages dans les habitats africains des éléphants.
Le WWF continue également ses partenariats avec les entreprises. En 2016, la campagne Apps for Earth, issue de la collaboration du WWF avec Apple, est menée durant dix jours. 100 % des recettes des applications participantes et des achats intégrés sont destinés à soutenir le travail de conservation du WWF. D'après le groupe Apple, l'application aurait généré plus de 8 millions de dollars de revenus et la sensibilisation de centaines de millions de personnes. En 2017, Walmart lance son projet Gigaton en partenariat avec le WWF. L'objectif est de réduire la pollution par le carbone et limiter certains impacts du changement climatique afin de protéger les personnes et la faune en danger.
En outre, le WWF participe, au moyen du label « Quartier Durable WWF », au développement d'une urbanisation respectueuse de l'environnement — concept de ville durable — et de la biodiversité. En 2010, plusieurs quartiers de grandes villes ont reçu ce label, au Portugal, aux Émirats arabes unis et au Royaume-Uni. En France, le premier quartier à recevoir ce label est le quartier de la Confluence, à Lyon.
En 2013, Greenpeace, Oxfam et le WWF annoncent qu'elles quittent la Conférence de Varsovie de 2013 sur les changements climatiques au motif qu'elle ne « débouche sur rien ». En 2018, le WWF lance The New Deal for nature and people, un nouvel accord mondial pour la nature et les hommes, visant à protéger et à restaurer la nature dans l'intérêt de l'homme et de la planète. Le rapport Planète Vivante 2018 publié par le WWF révèle en effet que les populations mondiales d'animaux sauvages ont chuté de 60 % depuis 1970, selon l'Indice Planète Vivante (LPI), principalement à cause de l'activité humaine. Le New Deal propose donc de ne plus perdre d'espaces naturels ni de provoquer d'extinctions et de réduire de moitié les impacts écologiques négatifs de la production et de la consommation. Cela permettrait de fournir suffisamment de nourriture et d'eau à une population mondiale qui atteindra neuf milliards de personnes dans les prochaines décennies, de soutenir les efforts visant à créer un climat stable et d'empêcher une extinction massive de la faune et de la flore.
En 2016, le WWF salue l’encyclique du Pape François, « Laudato si’ », consacrée à l'écologie et critiquant le consumérisme.
En 2019, le WWF lance une pétition mondiale pour demander aux gouvernements d’adopter un accord universel contraignant dans le but de mettre fin à la pollution plastique dans les océans : la campagne Stop Plastic Pollution. 11 millions de tonnes de plastique y sont déversés chaque année, le quadruple étant prévu d’ici à 2050. Le plastique est ingéré par les animaux, causant leur mort. Les microparticules de plastique polluent l'air et l'eau, contaminant la chaîne alimentaire de l'homme.

### Les années 2020
En 2020, en réponse au New Deal lancé par le WWF en 2018, plus de 60 chefs d'État et gouvernements signent un « Engagement des dirigeants pour la nature » qui leur enjoint de mettre un terme à la perte de la biodiversité pour 2030.
En 2021, le géant de l'informatique HP annonce une extension de 80 millions de dollars de son partenariat de conservation des forêts avec le WWF pour aider à restaurer, protéger et améliorer la gestion de près d'un million d'hectares de forêts dans le monde d'ici 2030. HP devient ainsi le plus grand partenaire commercial américain du WWF.
En 2022, en réponse à la campagne Stop Plastic Pollution lancée par le WWF en 2019, les États membres des Nations unies conviennent d'un mandat pour négocier un instrument mondial juridiquement contraignant visant à mettre fin à la pollution plastique dans les océans. Cette décision historique va être négociée au cours d'une série de réunions à travers le monde, pourrait établir des règles pour la production, l'utilisation et l'élimination des plastiques, et devrait être mise en place d'ici la fin 2024.
Le WWF mène également depuis de nombreuses années divers projets en faveur de la protection et l'observation des cétacés : Cap cétacés, Life Linda, Aires marines protégées (AMP), Cap Ligures, etc. Par exemple, en 2022, les scientifiques du WWF tentent d'empêcher les collisions entre les bateaux et les cétacés. Le WWF tente également d'en limiter la pêche car son rôle dans la captation du carbone au niveau mondial est majeur, contribuant ainsi à lutter contre le réchauffement climatique.

## Domaine d'activités

### Missions
Cette fondation privée a pour but la protection de la faune, de ses habitats et de la nature en général.
Sa mission est de mettre un terme à la dégradation de l'environnement naturel de la terre et de construire un avenir dans lequel les humains vivent en harmonie avec la nature. WWF œuvre pour conserver la diversité biologique mondiale, veille à ce que l'utilisation des ressources naturelles renouvelables soit durable et promeut la réduction de la pollution et du gaspillage de consommation.
Les actions du WWF sont centrées autour de la protection des espèces, la restauration de zones d'habitats naturels dégradées, la réduction de la consommation et de la production, la protection des forêts et des océans, ou encore la durabilité des systèmes alimentaires.
Les activités du WWF sont multiples :
- surveillance de l'application de la réglementation internationale et nationale, lobbying auprès des pouvoirs publics et institutions financières, partenariat avec des entreprises ;
- étude scientifique sur le terrain pour fournir diagnostics et propositions quant à la restauration d'espaces naturels dégradés et la protection des espèces menacées ;
- formation, éducation et sensibilisation de tout public de tout âge à l'environnement (biodiversité, réchauffement climatique, espèce menacée, pollution, exploitation industrielle de la faune et de la flore au-delà du raisonnable : développement durable, attitude écocitoyenne, bois et forêt, mer et océan, eau douce, empreinte écologique, etc.)[55].

A sa création, WWF est centré sur la protection des espèces menacées. Son but est de récolter des fonds pour financer les actions des associations de protection de la nature déjà existantes. Puis peu à peu, via l'élaboration de la Stratégie mondiale de la conservation en 1980, elle lutte pour la préservation de l'espèce humaine à travers son combat contre le réchauffement climatique et la destruction de la biodiversité et des ressources naturelles. En outre, à sa création, WWF achète des terres afin que celles-ci soient protégées. À l'aide d'actions de lobbying, WWF finit par réussir à peser lors de discussions sur des projets affectant des zones naturelles jusqu'à pousser les gouvernements à créer eux-mêmes leurs sites protégés. « Ce n’est donc plus par l’achat de terres que le WWF pense avoir le plus d’influence mais surtout par l’incitation à agir à l'intention des gouvernements.» explique en 2011 l'un de ses fondateurs, Luc Hoffmann.
Depuis 1998, le WWF publie tous les deux ans (les années paires) un rapport Planète Vivante qui a pour objectif d'alerter sur la pression qu'exerce l'homme sur les écosystèmes, menaçant 70 % des espèces sauvages, et rappelle les solutions pour y remédier. Ce rapport s'appuie sur l'Indice planète vivante (IPV), qui mesure la biodiversité en collectant les données recueillies sur les populations de différentes espèces de vertébrés et en calculant la variation moyenne de l'abondance au fil du temps. L'IPV a été développé initialement par le WWF, en collaboration avec les services et bases de données de l'UNEP-WCMC.
Enfin, en 2018, WWF lance The New Deal for nature and people, un nouvel accord mondial pour la nature et les hommes. L'organisation appelle ainsi les dirigeants mondiaux à soutenir l'action mondiale contre le changement climatique et le développement durable, afin de protéger et restaurer la nature dans l'intérêt de l'homme et de la planète.

### Principales actions
Voir la section « Historique ».

### Logo et dénomination
Son logo est depuis l'origine un panda géant. Pour réaliser ce logo, le cofondateur du WWF Peter Markham Scott s'inspire à l'époque de l'histoire de Chi-Chi, un panda géant placé au zoo de Londres trois ans avant la création du WWF, en 1958. Au commencement, l'objectif de l'organisation est de récolter des fonds pour les espèces menacées. Le choix se porte donc sur le panda, animal apprécié de tous et en voie de disparition. Les couleurs noir et blanc du panda permettent également de minimiser les coûts d'impression des tracts et affiches. « Nous voulions un bel animal, en danger, et aimé par des personnes du monde entier. Nous voulions aussi un animal reconnaissable en noir et blanc afin de faire des économies sur le coût d’impression. » explique Peter Markham Scott dont les propos sont rapportés sur le site du WWF. Le logo choisi donne aussi son nom en 1980 à un magazine trimestriel réalisé par le WWF, dont le but est de sensibiliser les lecteurs à la protection de la nature : Panda Magazine. Diffusé en France, il cesse de paraître en 2011.
WWF est le sigle de la dénomination anglaise « World Wildlife Fund » (en français : « Fonds mondial pour la nature ») lors de la création de l'organisation en 1961. En 1986, elle est rebaptisée World Wide Fund for Nature — en français : « Fonds mondial pour la nature » — (excepté aux États-Unis et au Canada) afin de refléter davantage ses missions de conservation qui dépassent désormais la protection des espèces et des habitats. En 2001, pour éviter les confusions entre les différents noms et faciliter les traductions, l’organisation utilise uniquement le sigle « WWF » dans sa communication,. En 2002, le WWF gagne un procès contre la World Wrestling Federation. La Fédération mondiale de lutte se voit alors obligée de changer de nom afin d'éviter toute confusion avec l'organisation caritative, et opte pour « World Wrestling Entertainment »,.
Le slogan de WWF est à l'origine « pour une planète vivante » (For a living planet en anglais), terme réutilisé dans le rapport Planète Vivante publié tous les deux ans par l'organisation depuis 1998 et l'Indice planète vivante (IPV) développé par WWF pour calculer l'état de la biodiversité sur la planète.

## Organisation à l’internationale

### Instances dirigeantes
WWF International est le secrétariat de l'organisation mondiale du WWF. Depuis le 1er janvier 2023, il est dirigé par l'ancienne dirigeante du WWF Pays-Bas, Kirsten Schuijt.
Le centre principal et le siège du directeur général se trouvent à Gland, en Suisse. Le rôle du secrétariat est de diriger et de coordonner le réseau de bureaux du WWF à travers le monde, en élaborant des politiques et des priorités, en favorisant des partenariats mondiaux, en coordonnant des campagnes internationales et en fournissant des mesures de soutien afin d'aider à faire fonctionner l'opération mondiale.
Les différents bureaux du WWF dans le monde se répartissent en deux catégories : ceux qui collectent des fonds et travaillent de manière autonome (appelés Organisations nationales ou NOs), et ceux qui travaillent sous la direction d'un des bureaux indépendants du WWF en étant financés par WWF International (connus sous le nom de Project Offices). Dans tous les cas, les bureaux du WWF effectuent les mêmes missions de conservation et de sensibilisation aux problèmes environnementaux.
Un bureau spécialisé du WWF à Bruxelles travaille pour influencer les politiques et les activités de l'Union européenne. Un deuxième bureau du WWF à Washington DC travaille pour influencer les institutions mondiales impliquées dans les questions économiques internationales, telles que la Banque mondiale.

### Présidents
Le Conseil international est l'organe de gouvernance le plus élevé du réseau mondial du WWF. Il est directement responsable de la supervision de WWF International, le secrétariat de coordination de l'organisation. Le Conseil d'administration définit la mission, assure une gestion rigoureuse de la marque, approuve la création des organisations nationales, approuve les objectifs du réseau WWF, et s'assure que le WWF a des normes de performance élevées pour son personnel, ses opérations et ses finances. Le Conseil international est composé de 12 membres, avec le président international, en tant que 13e membre et président.
| Période     | Nom                           | Pays        |
| ----------- | ----------------------------- | ----------- |
| 1961-1976   | Bernhard de Lippe-Biesterfeld | Pays-Bas    |
| 1976-1981   | John H. Loudon                | Pays-Bas    |
| 1981-1996   | Philip Mountbatten            | Royaume-Uni |
| 1996-1999   | Syed Babar Ali (en)           | Pakistan    |
| 1999-2000   | Ruud Lubbers                  | Pays-Bas    |
| 2001        | Sara Morrison (intérim)       | Royaume-Uni |
| 2002-2009   | Emeka Anyaoku                 | Nigeria     |
| 2010-2017   | Yolanda Kakabadse             | Équateur    |
| 2018-2021   | Pavan Sukhdev                 | Inde        |
| Depuis 2022 | Neville Isdell (intérim)      | Irlande     |

### Adhérents et employés

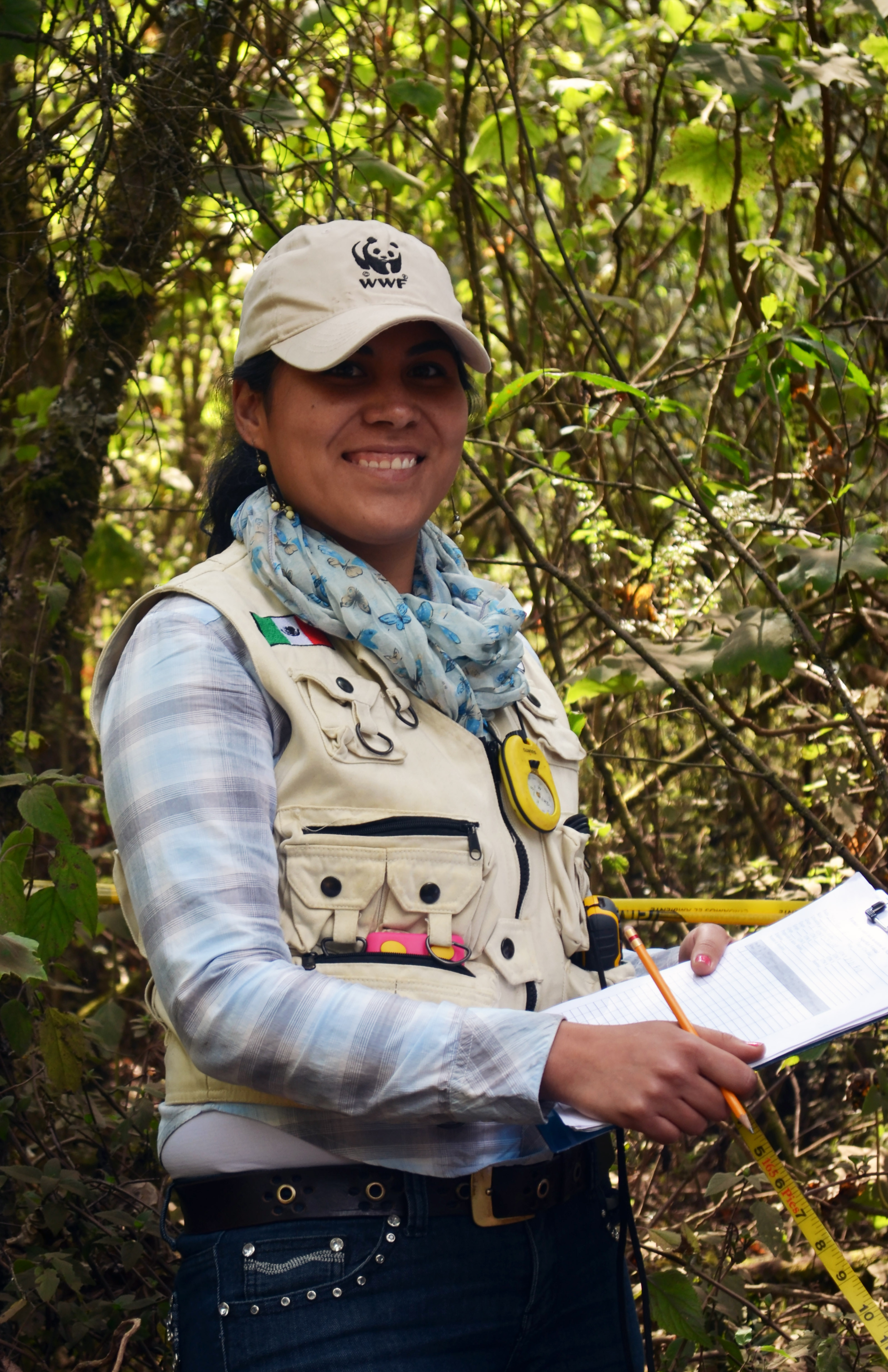
Une militante du WWF en 2016.

Son réseau international est très important : le WWF est présent dans 100 pays bénéficiant de 12 000 programmes de protection de la nature depuis sa création et peut compter sur le soutien de plus de cinq millions de membres. En 2018, le WWF France compte 3 000 bénévoles et 220 000 donateurs. En 2021, le WWF emploie près de 6 000 personnes dans le monde. En Suisse, il emploie 250 personnes et est soutenu par 6 000 bénévoles.

### Financement
Le WWF tient l'une des premières places mondiales de par le nombre de ses membres, sa présence internationale mais également par le montant de ses engagements financiers dans les études scientifiques de diagnostic et les réalisations d'opérations de protection de la nature. En effet, avec un budget de fonctionnement annuel de 800 millions de dollars à l'échelle mondiale en 2021, qui a doublé en près de 15 ans, le WWF est en capacité d'influencer la politique environnementale à différents niveaux, des gouvernements nationaux aux conseils d'administration des entreprises en passant par les institutions de développement international.
Ses ressources financières proviennent pour l'essentiel de ses adhérents, d'activités commerciales de promotion, de subventions gouvernementales et de partenariats avec des entreprises. Ainsi, en 2021, dans son rapport annuel pour l'année 2020, le WWF annonce avoir reçu des financements de la part des particuliers (56 %), du secteur public (17 %), des trusts et fondations (9 %), des entreprises (8 %) et de ses propres revenus (4 %). De son côté, en 2021, WWF Suisse estime avoir reçu 8,6 millions d'euros pour l'année 2020 de la part de fondations, institutions publiques, donateurs et exécuteurs testamentaires. La France dégage pour sa part plus de 60 % de ses ressources grâce à la générosité publique.
En 2021, le WWF annonce également avoir dépensé 738 millions de dollars en 2020 : la moitié pour la réalisation de son programme (49 %), 21 % pour récolter des fonds, 14 % pour promouvoir ses actions (sensibilisation et éducation), 12 % pour le fonctionnement administratif et enfin 5 % pour sa politique de conservation.

### Lobbying

#### Aux États-Unis
Selon le Center for Responsive Politics, les dépenses de lobbying du WWF aux États-Unis s'élèvent à 550 000 dollars en 2021 contre 622 000 en 2020 et 580 000 en 2019.

#### Auprès des institutions de l'Union européenne
Après Tony Long, de 1990 à 2015, puis Geneviève Pons, de 2015 à 2017, le bureau des politiques européennes du WWF est actuellement dirigé par Ester Asin,. Son but est de tenir informé le siège international des évolutions de la législation européenne ayant un impact sur la conservation de la nature. Il permet ainsi au WWF d'influencer les décisions réglementaires et politiques à Bruxelles. Les membres du personnel sont fréquemment invités à participer aux groupes de travail de la Commission européenne. Ses objectifs sont centrés sur la réalisation d'une transition vers des pratiques à faible émission carbone et résilientes au climat, des systèmes alimentaires et de pêche durables, ainsi que sur la sauvegarde des espèces emblématiques et menacées, des écosystèmes d'eau douce et des forêts.
Le bureau des politiques européennes du WWF, WWF European Policy Programme, est inscrit depuis 2008 au registre de transparence des représentants d'intérêts de l'Union européenne. Il déclare pour l'exercice de juillet 2020 à juin 2021 un budget total de 4 974 830 euros. Les principaux contributeurs sont WWF Network (2 817 796 euros), European Climate Foundation (925 627 euros) et l'Union européenne (797 689 euros).
Les organisations locales du WWF sont également inscrites au registre de transparence des représentants d'intérêts auprès de la Commission européenne, du Parlement européen et du Conseil de l'Union européenne. Par exemple :
- pour l'exercice de l'année 2021, la branche suédoise du WWF déclare un budget total de 47 905 792 euros dont 189 739 euros de subventions de l'Union européenne[93] ;
- pour l'exercice de juillet 2020 à juin 2021, la branche d'Europe centrale et orientale déclare un budget total de 1 914 003 euros dont 190 400 euros de subventions de l'Union européenne[94];
- pour l'exercice de l'année 2021, la branche italienne déclare un budget total de 15 503 697 euros[95] ;
- de son côté, WWF Adria, dont le siège est situé en Croatie, déclare un budget de 3 324 886 euros[96] ;
- pour l'exercice de juillet 2020 à juin 2021, la branche allemande déclare un budget total de 113 039 030 euros dont 850 679 euros provenant de fonds européens[97] ;
- enfin, pour l'exercice de juillet 2020 à juin 2021, la branche française déclare un budget total de 29 379 992 euros dont 35 722 euros de subventions de l'Union européenne[98].

#### En France
Le WWF déclare à la Haute Autorité pour la transparence de la vie publique exercer des activités de lobbying en France pour un montant compris entre 500 000 et 600 000 euros chaque année depuis 2019. Il déclare aussi employer neuf personnes dans le cadre de son activité de représentation d'intérêts de juillet 2021 à juin 2022.

## Organisations locales

### WWF France

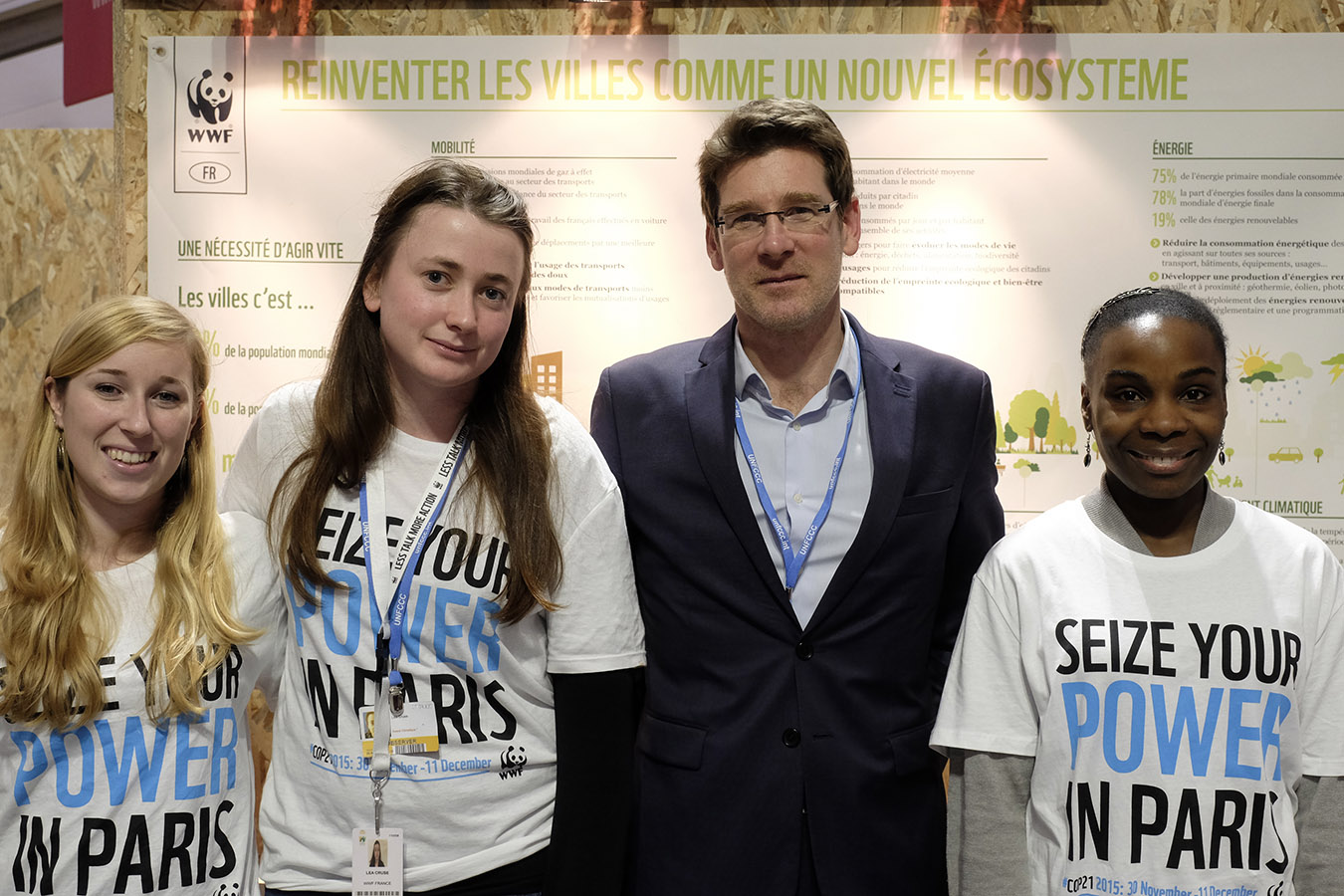
Pascal Canfin, futur directeur général de WWF France, et des bénévoles (2015)

La section française du WWF est fondée en 1973 par le scientifique écologiste suisse Luc Hoffmann. D'abord établie sous la forme d'une association, elle devient en 2004 une fondation reconnue d'utilité publique. La fondation WWF France occupe depuis 2017 une ancienne usine du Pré-Saint-Gervais. WWF France comptait plus de quatre-vingts collaborateurs, à cette date.
Dans son rapport d'activité pour la période 2020-2021, le WWF France indique que 180 000 donateurs et 1 500 bénévoles soutiennent les activités de la fondation. En outre, son budget est de plus de 29 millions d'euros pour cette même période.
Les archives de l'antenne française de l'association sont conservées aux Archives nationales sous la cote 148 AS.

## Controverses

### Présidents

#### Lien avec la politique et le monde des affaires
La majorité des hommes et des femmes qui se sont succédé à la tête du WWF font partie du monde politique ou bien du domaine des affaires. Ainsi, parmi les premiers présidents du WWF se trouve John H. Loudon, qui préside l'organisation de 1976 à 1981. Ce dernier est à la tête de la compagnie pétrolière Shell de 1951 à 1965. Par la suite, c'est Philip Mountbatten, duc d'Edimbourg et mari d’Élisabeth II, reine du Royaume-Uni et des autres royaumes du Commonwealth de 1952 à 2022, qui préside l'organisation de 1981 à 1996. La liste des anciens présidents comprend également Ruud Lubbers, ancien Premier ministre hollandais, Emeka Anyaoku, ancien Secrétaire général du Commonwealth, ou encore le pakistanais Syed Babar Ali, ancien directeur d'une entreprise de packaging,,.

#### Lien avec la chasse
Le roi d'Espagne Juan Carlos Ier, passionné de chasse, est nommé président d'honneur du WWF-Espagne en 1975, après avoir occupé le poste de président lors de la création de cette branche en 1968. Pourtant, dès 1962, il est invité par le baron allemand Werner von Alvensleben dans la réserve de chasse Safariland, au Mozambique, pour y chasser le buffle, l'antilope noire, le grand koudou ou encore l'éléphant,. Au cours de son mandat au WWF, certaines de ses parties de chasse font ainsi scandale. En mars 2004 par exemple, le gouvernement polonais lui permet de tuer un bison d'Europe dans la forêt de Borecka, bien que cet animal appartienne encore à l'époque à une espèce classée comme étant en voie de disparition par l'UICN,. En octobre 2004, il participe à une chasse dans les Carpates, en Roumanie, au cours de laquelle il tue, légalement, un loup et neuf ours bruns, dont une femelle pleine. Cette partie de chasse est critiquée par une porte-parole du WWF-Roumanie. En 2006, il est également accusé par un fonctionnaire régional russe d'avoir chassé un ours brun élevé en captivité et préalablement rendu ivre, suscitant une controverse dans plusieurs pays,,. Une dernière affaire éclate en avril 2012, lorsque la participation du roi à une chasse à l'éléphant au Botswana est découverte à la suite d'une fracture et de son rapatriement d'urgence en Espagne. En réponse à cet événement, de nombreux citoyens ainsi que des groupes écologistes et des partis politiques critiquent le passe-temps du monarque,. Face à l'importante médiatisation internationale de ce scandale, le WWF-Espagne supprime en juillet 2012 le poste de président d'honneur, destituant de fait le roi de son poste après 44 ans de service, dans une assemblée approuvant la décision avec 94 % des voix.
De son côté, le prince Philip, quelque temps avant de devenir le premier président du WWF-Royaume-Uni, abat un tigre dans le parc national de Ranthambore en Inde. Il aurait par la suite déclaré : « Je n'ai jamais chassé de gros gibier. Non, jamais, sauf cette fois en Inde. La seule façon d'être sûr d'obtenir une population d'animaux sauvages raisonnable est de s'assurer qu'ils sont équilibrés. Vous ne pouvez pas simplement laisser faire la nature »
Son fils, Charles III, président du WWF-Royaume-Uni depuis 2011, est aussi un passionné de chasse,. Il est connu pour aimer la chasse traditionnelle britannique, mais s'oppose à la chasse d'espèces menacées.
En 2008, lors d'une chasse aux élans, le roi de Suède Charles XVI Gustave, président du WWF-Suède depuis 1988, déclare à un groupe de journalistes qu'il n'est pas opposé à l'autorisation de la chasse aux loups en Suède, invoquant des craintes de voir le nombre de loups augmenter trop massivement. La section suédoise du WWF prendra ses distances avec les propos de son président honoraire.

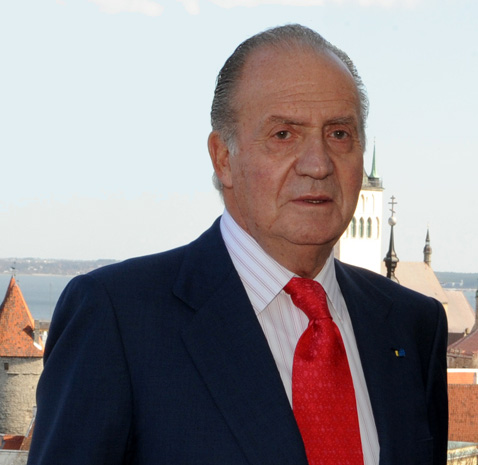
Le roi Juan Carlos Ier d'Espagne, président de WWF-Espagne de 1968 à 1975 puis président d'honneur jusqu'en 2012.
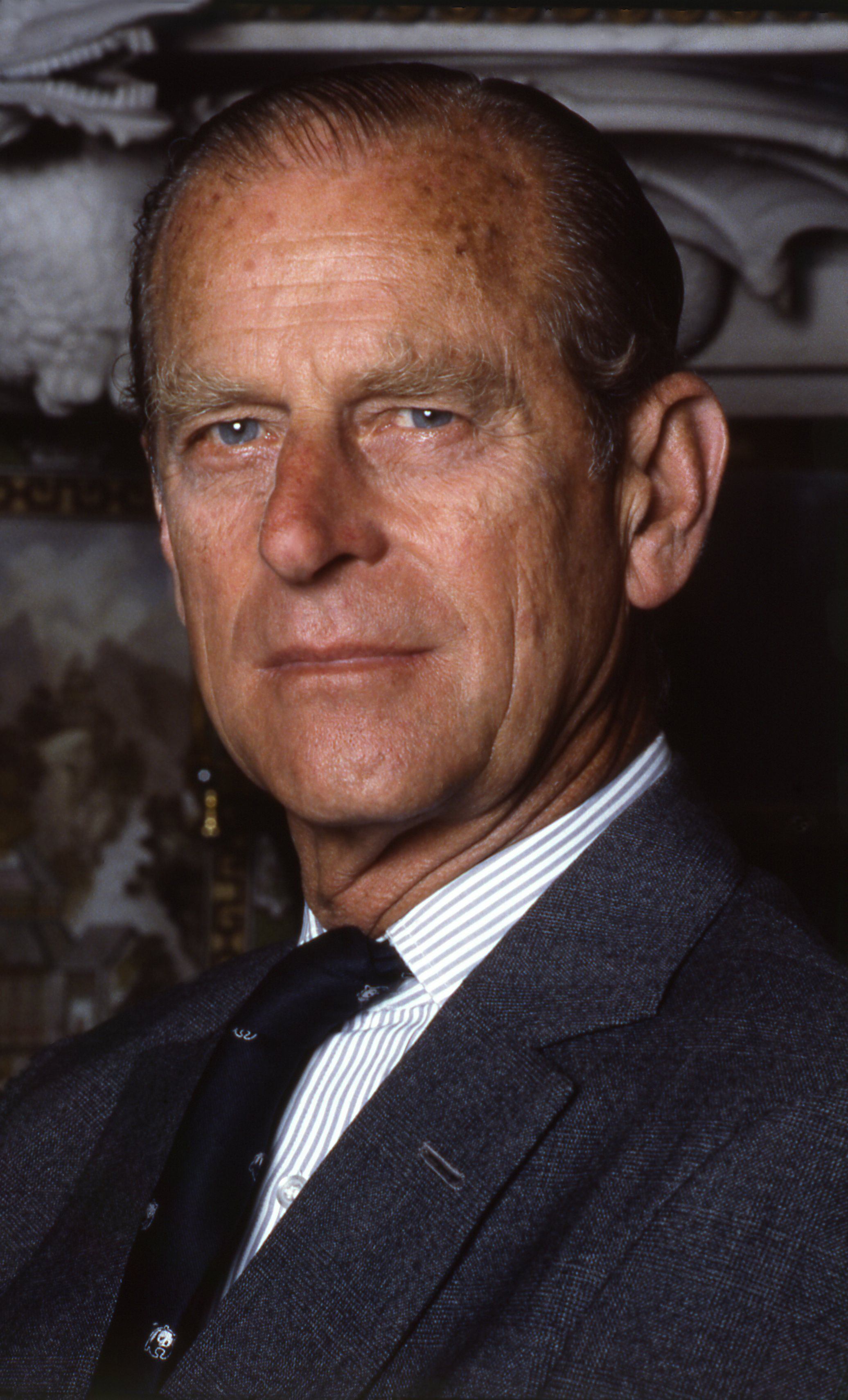
Le prince Philip, président et fondateur du WWF-Royaume-Uni de 1961 à 1982, président du WWF-International de 1981 à 1996 et ancien président émérite du WWF[124].
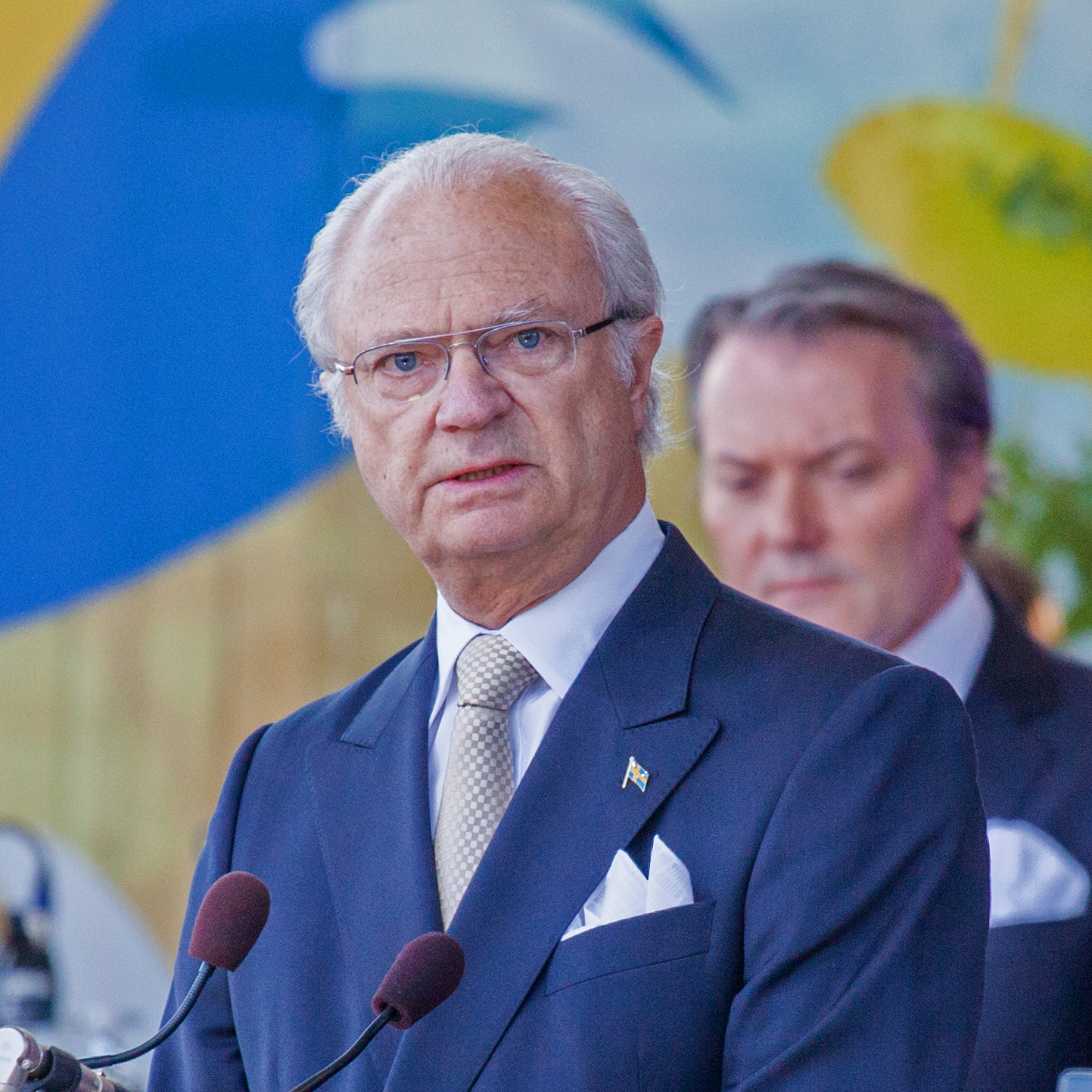
Le roi Charles XVI Gustave, président du WWF-Suède depuis 1988[125].

### Écoblanchiment et conflits d'intérêts

#### WWF International
Lien avec les multinationales
De nombreux observateurs dénoncent la connivence entre le WWF et les multinationales. Certains critiquent l'opacité du financement de l'organisation qui refuserait de fournir une liste détaillée des entreprises donatrices. Le monde associatif, à l'image de Greenpeace, regrette que les grands groupes ne respectent finalement pas leur accord décidé avec le WWF. Pour sa part, Wilfried Huismann, auteur de Pandaleaks, un best-seller allemand publié en 2012, affirme que le WWF International aurait reçu des millions de dollars de ses liens avec les gouvernements et les entreprises. De grands groupes internationaux comme Coca-Cola, Shell, Monsanto, HSBC, Cargill, BP, Alcoa et Marine Harvest utiliseraient la marque WWF pour verdir leurs opérations polluantes. Selon Wilfried Huismann, parce qu'il traite de problèmes directement liés aux matières premières stratégiques telles que l'huile de palme, le bois, le sucre, le soja, les biocarburants ou le cacao, le WWF est devenu une puissance politique trop proche de l'industrie. De plus, il risque de devenir dépendant de l'argent de ces entreprises.
SeaWorld
À la suite de la sortie en 2013 du documentaire américain Blackfish, dénonçant la souffrance des orques en captivité, les liens du WWF avec SeaWorld Parks & Entertainment sont dénoncés : critiquée pour les conditions de capture et de vie de ses orques, SeaWorld est l'une des principales entreprises gestionnaires de parcs aquatiques,.

#### WWF France
Industrie agroalimentaire
WWF France est partenaire du groupe Carrefour depuis 1998. Dans le cadre de ce partenariat, l'ONG accompagne l'enseigne sur le développement de pratiques durables, notamment sur la question de l'huile de palme ou du thon rouge, mais elle participe également à des actions de communication sur la consommation responsable. En conséquence de ce partenariat, l'enseigne a cessé de vendre du thon rouge, a retiré l'huile de palme d’une partie de ses produits et a changé sa politique concernant le bois non certifié utilisé pour son mobilier de jardin. Néanmoins, le WWF est de plus en plus critiqué pour ses partenariats avec les grands groupes comme Carrefour, qui profitent de son expertise en matière environnementale mais surtout de sa notoriété et de son image à la fois écologique et sympathique. Le montant exact de ce partenariat n'est pas connu, mais il pourrait se situer autour de 400 000 euros par an.
En 2016, WWF France publie un rapport qui épingle de grandes entreprises françaises, dont Carrefour, Auchan, Casino, E.Leclerc, Les Mousquetaires, Coopérative U, Sodexo, Elior, Danone, Lactalis, Sodiaal, Savencia, Tereos et Cooperl pour leur consommation de ressources agricoles.
Lafarge
Le cimentier français Lafarge et le WWF International signent leur premier contrat de partenariat en 2000, pour une durée de cinq ans. Il est renouvelé en 2005 puis en 2009. Lafarge devient ainsi le premier Conservation Partner de l’ONG. L'entreprise de construction s’engage tout d’abord auprès de WWF sur les questions du réchauffement climatique et de la biodiversité. En 2005 et 2009, l’accord s’étend pour inclure les questions des polluants, de l’eau, de la construction durable ainsi que du développement des initiatives locales. En 2010, WWF France signe à son tour un accord avec Lafarge, mais de tels partenariats sont souvent décriés. Lafarge affirme avoir réduit ses émissions de CO2 depuis la signature de son accord en 2000. Néanmoins, dans le même temps, le groupe industriel aurait financé des sénateurs américains climato-sceptiques, selon un rapport du Réseau Action Climat d'Europe. En l'absence de résultats probants, le WWF cesse son partenariat avec Lafarge en 2013.
Crédit agricole
En mai 2012, l'émission Cash Investigation révèle que le Crédit agricole, pourtant qualifiée de « banque verte », investit massivement dans les secteurs du forage pétrolier ainsi que dans l'exploitation des sables bitumineux et du charbon. Les journalistes reprochent ainsi au WWF son partenariat ambigu avec la banque, qui lui rapporte 400 000 euros par an. À la suite de cette affaire, le WWF met fin à ce partenariat.
Appel aux dons
En 2018, la Cour des comptes rend un rapport accusant la section française du WWF de manquer de transparence. L'institution demande à WWF France d'informer plus clairement ses donateurs. En effet, les appels aux dons sont centrés sur la protection d'espèces menacées alors que les dons servent également ses programmes de sensibilisation et de protection de l'environnement. De plus, la Cour des comptes explique que « le WWF France a en effet considéré, au cours de la période contrôlée, qu’une part majoritaire (64 %) des dépenses de marketing engagées pour les appels à dons (essentiellement les publipostages et les campagnes de street marketing) était à rattacher à la mission sociale de sensibilisation ». Or, selon l'institution, ces dépenses sont davantage liées aux frais de collecte qu'aux frais de sensibilisation. Enfin, la Cour des comptes demande au WWF de mettre en concurrence les prestataires à qui il fait appel pour traiter les dons.
Pascal Canfin
Pascal Canfin, ancien élu Europe Écologie Les Verts et directeur du WWF France de 2016 à 2019, est critiqué pour sa décision de quitter son poste au sein de l'organisation afin de rejoindre, dans le cadre des élections européennes de 2019, une liste La République en Marche. Dans cette liste figure en effet Jérémy Decerle, ancien président des Jeunes agriculteurs, un syndicat agricole dont les idées sur l'alimentation biologique et l'agriculture industrielle diffèrent de celles des ONG environnementales,.

#### WWF Allemagne
Gazprom
En 2011, pendant la construction de son premier gazoduc, NordStream 1, qui relie la Russie à l'Allemagne, la compagnie gazière russe Gazprom investit dix millions d'euros dans la fondation, pour la protection de l'environnement de la mer Baltique. Pourtant, la fondation comprend au sein de son conseil d'administration des membres d'organisations environnementales farouchement opposées au projet telles que le WWF Allemagne,.
Registre des lobby
En 2023 WWF se retire du registre des lobbys et refuse dorénavant de donner la liste de ses grands donateurs (plus de 50 000 €).

#### WWF Royaume Uni
NFT
En février 2022, le WWF UK annonce qu'il prévoit de lever des fonds en vendant des NFT (jetons non fongibles) sous la forme d'œuvres d'art numériques uniques, d'excursions et d'objets de collection. Cette décision est critiquée, la plupart des transactions NFT reposant sur une cryptomonnaie appelée Eth, prise en charge par la blockchain Ethereum, maintenue par un vaste réseau informatique énergivore. Selon eux, les transactions de NFT ont donc un impact environnemental important, en contradiction avec les objectifs du WWF dans la lutte contre le réchauffement climatique.

### Violations des droits humains

#### Historique
En 2017 puis en 2019, le WWF est accusé de « violation des droits de l’homme » dans au moins six pays d’Asie et d’Afrique, notamment l’Inde, le Népal, le Cameroun et la République centrafricaine,. Cette accusation repose sur sa participation au financement de milices paramilitaires, censées lutter contre le braconnage mais soupçonnées d'exactions contre les populations locales. Par ailleurs, le WWF est également soupçonné d'avoir fait pression sur les autorités népalaises pour étouffer les affaires qui concernent ce pays.
Certaines des conclusions les plus importantes de l'enquête, réalisée par BuzzFeed News, concernent le parc national de la Salonga, en République démocratique du Congo, notamment au sujet d'allégations d'abus sexuels et physiques commis par des rangers, soulevées auprès de la direction en 2016. Une enquête ultérieure menée en 2019, après une attention médiatique significative, « a mis en avant des allégations généralisées d'abus extrêmement graves par des écogardes et personnel militaire, y compris des allégations de meurtres multiples, de viols, de torture et de passages à tabac ».
Après les révélations de BuzzFeed News, le gouvernement allemand décide de geler une partie de sa participation au parc national de la Salonga. Les autorités des États-Unis suspendent à leur tour le financement du WWF et de la Wildlife Conservation Society (WCS),. De son côté, en mai 2020, l'Union européenne limite son soutien au WWF, à qui elle reproche de bafouer les droits des Pygmées Baka au Congo, particulièrement dans le cadre de la création du parc naturel de Messok Dja, un projet de parc naturel de WWF dans la forêt de Messok Dja.
En réaction à ces accusations qualifiées de « graves », le WWF annonce la mise en place d’une cellule de crise internationale et l’ouverture d’une enquête externe, menée par l’ancienne haut-commissaire des Nations unies aux droits de l’homme : Navi Pillay. Les conclusions de l'enquête, dans un premier temps annoncées pour début 2020, sont reportées à plusieurs reprises. Finalement dévoilés en novembre 2020, les résultats de l'enquête infirment l'implication directe du WWF dans des actes de violation des droits humains. En revanche, le rapport pointe le manque de cohérence quant au respect de ses propres règles : l'ONG doit tenir les engagements qu'elle prône en matière de droits de l'homme. À la suite de la publication de ce rapport, le WWF annonce qu'il prendra toutes les mesures nécessaires afin de respecter les recommandations citées.
Le 18 février 2021, un reportage de Complément d'enquête, auquel participe l'association Survival International, qui dénonce le WWF de longue date, est diffusé sur France 2, montrant le colonialisme vert attribué à l'ONG dans le bassin du Congo et en Inde. Survival International accuse le WWF de continuer coûte que coûte son objectif de transformer 30 % de la Terre en aires protégées, sans tenir compte des drames humains.
Des reportages similaires avaient déjà été diffusés en Allemagne en 2011 puis aux Pays-Bas et au Royaume-Uni en 2019,,.

#### Accusations et débat
Selon des investigations menées en partenariat par Buzzfeed News et le Katmandu Post, l'organisation mènerait une « guerre secrète » contre les populations indigènes,.
Les accusations sont les suivantes :
- Selon des rapports et des documents obtenus par les journalistes d'investigation, des villageois ont été fouettés avec des ceintures, attaqués à la machette, battus jusqu'à perdre connaissance avec des bâtons de bambou, agressés sexuellement, abattus et assassinés par des unités anti-braconnage soutenues par le WWF[150].
- Le personnel de terrain de l'organisation en Asie et en Afrique a organisé des missions anti-braconnage avec des troupes de choc notoirement maltraitantes, et a approuvé une proposition de tuer les intrus rédigée par un directeur de parc qui a présidé au meurtre de dizaines de personnes[150].
- Le WWF a fourni aux forces paramilitaires des salaires, des formations et des outils - notamment des couteaux, des jumelles de vision nocturne, des équipements anti-émeute et des matraques - et a financé des raids sur des villages. Dans un pays africain, il s'est impliqué dans une forme de trafic d'armes pour acheter des fusils d'assaut à une armée qui a paradé dans les rues avec les têtes coupées de prétendus « criminels »[150].
- L'organisation a organisé, financé et dirigé des réseaux dangereux et secrets d'informateurs motivés par la « peur » et la « vengeance », y compris au sein de communautés indigènes, afin de fournir des renseignements aux responsables du parc - tout en niant publiquement avoir travaillé avec des informateurs[150].

La cause sous-jacente de ces abus, selon l'ONG de défense des droits des peuples autochtones Forest Peoples Programme, est l'exclusion des peuples autochtones et des autres communautés ayant des droits coutumiers collectifs sur leurs territoires ancestraux. La fréquence et la gravité des abus ont été exacerbées par la militarisation croissante - avec peu ou pas de surveillance - des zones protégées, en particulier dans des contextes où les violations des droits de l'homme par les forces de sécurité sont répandues.
Selon Fiore Longo, directrice de Survival International en France, « d’un côté, le WWF s’allie à de grandes entreprises qui détruisent les forêts du monde. De l’autre, il soutient des expulsions forcées et d’autres violations des droits des peuples autochtones, les meilleurs gardiens de la nature. Ce modèle ne bénéficie ni à la nature ni aux populations locales, mais aux industries, au tourisme et à la chasse aux trophées ».